# Louise de Prusse (1829-1901)
Pour les articles homonymes, voir Louise de Prusse.
Marie Louise Anne de Prusse (1er mars 1829 à Berlin, 10 mai 1901 à Francfort-sur-le-Main) est une princesse prussienne de la Maison de Hohenzollern.

## Biographie
Elle est le deuxième enfant et de la fille aînée de Charles de Prusse et Marie de Saxe-Weimar-Eisenach. Son grand-père paternel est Frédéric-Guillaume III de Prusse. Son prénom rend hommage à son héroïque grand-mère paternelle Louise de Mecklembourg-Strelitz. 
Il est d'abord envisagé que la princesse épouse le roi Charles XV de Suède, mais les négociations échouent. Le 27 juin 1854, elle épouse Alexis de Hesse-Philippsthal-Barchfeld au château de Charlottenbourg. Le mariage reste sans enfant et se termine par un divorce, le 6 mars 1861.

## Distinctions
- 21 février 1861 : dame grand-croix de l'ordre de Sainte-Catherine
- Dame de l'ordre de Louise